# 애틀랜틱 캐나다

애틀랜틱 캐나다

애틀랜틱 캐나다(Atlantic Canada)는 캐나다 대서양에 위치한 여러 주를 가리키는 말로, 뉴브런즈윅주, 프린스에드워드아일랜드주, 노바스코샤주, 뉴펀들랜드 래브라도주를 포함한다. 2011년 기준으로 인구는 2,327,638명이다.